# رولف استفنبوری
رولف استفنبوری (انگلیسی: Rolf Steffenburg; ۱۴ مارس ۱۸۸۶ – ۱۸ مارس ۱۹۸۲) قایقران قایق بادبانی اهل سوئد بود.